# Raoul Björkenheim
Raoul Melvin Björkenheim, född 11 februari 1956 i Los Angeles i USA, är en finlandssvensk jazzmusiker, kompositör och gitarrist. Han föddes i Kalifornien men flyttade som tonåring till sin mor Taina Elgs hemland Finland. År 1984 tilldelades han Yrjöpriset av Finlands jazzförbund.

## Biografi
Björkenheims eget band Krakatau spelade in sin första skiva 1988. Utöver detta har han gjort musik tillsammans med bland andra Edward Vesalas ensemble Sound & Fury, Roommushklahn, Sielun Veljet, UMO, Avanti! och Tammerfors stadsorkester. Hans mest långvariga och fortfarande aktivt inspelande ensemble Scorch Trio har gett ut sex album. I bandet har han spelat tillsammans med bland andra Ingebrigt Håker Flaten och Paal Nilssen-Love. Dessutom har han gett ut tre soloalbum.
Raoul Björkenheim har sedan 2014 varit gift med Anna Baijars. År 2019 beviljades han en konstnärspension.

## Kompositioner
- "Other Places", 1982 (UMO)
- "Same", 1984 (UMO)
- "Primal Mind", 1991 (UMO)
- "Whales", 1992 (HKO)
- "Ballando", 1994 (RSO)
- "Apocalypso", 2000
- "Situations", 2004 (RSO)
- "Quintessence", 2004 (Avanti!)
- "The Sky Is Ruby", 2006 (UMO)

## Diskografi

### Egna album
- Apocalypso (Cuneiform Records 2001)
- eCsTaSy (Cuneiform Records 2014)
- Raoul Björkenheim eCsTaCy: Out of the Blue (2015)
- Raoul Björkenheim TRIAD: Beyond (Eclipse Music 2017)

### Krakataus album
- Raoul Björkenheim & Krakatau: Ritual (Cuneiform Records 1988)
- Alive (1990)
- Volition (ECM Records 1992)
- Matinale (ECM Records 1994)

### Samarbetsalbum
- Nicky Skopelitis & Raoul Björkenheim: Revelator (Douglas Music 1998)
- Raoul Björkenheim & Lukas Ligeti: Shadowglow (Tum Records, 2003)
- UMO with Juhani Aaltonen, Raoul Björkenheim & Iro Haarla: The Sky Is Ruby (TUM Records 2007)
- Raoul Björkenheim, William Parker, Hamid Drake: DMG @ The Stone Volume 2: December 26, 2006" (DMG/ARC 2008)
- Raoul Björkenheim / Simon Hopkins / Paul Schütze / Clive Bell: Third Site Live 1999 ( 2008)
- UMO Plays the Music of Raoul Björkenheim – Primal Mind (UMO Production 2010)
- Raoul Björkenheim / Bill Laswell / Morgan Ågren – Blixt (Cuneiform Records 2011)
- Anders Nilsson / Gerald Cleaver / Raoul Björkenheim: Kalabalik (DMG/ARC 2012)
- Hideo Yamaki, Bill Laswell, Raoul Björkenheim, Mike Sopko, Dominic James: Inaugural Sound Clash (For the 2 Americas) (M.O.D. Technologies 2014)
- Juhani Aaltonen & Raoul Björkenheim: Awakening (Eclipse Music 2018)